# Окольный город (Псков)

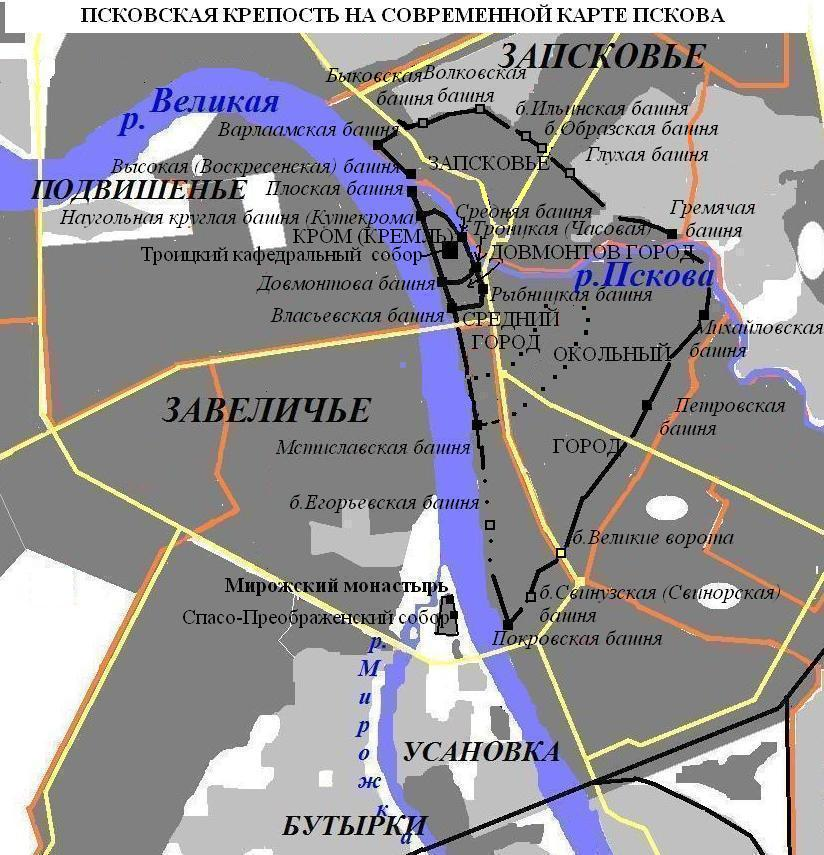
Псковская крепость на современной карте Пскова

Око́льный город — часть исторического центра города Пскова, сформировавшаяся в результате последнего 5-го расширения площади Псковской крепости (на юг и юго-восток за пределы Среднего города (Застенья) во 2-й половине XV —  начале XVI веков. Сперва эта местность именовалась Полонище, а название Окольный город закрепилось после завершения укрепления Окольного города в начале XVI века.

## География
Географически на севере Окольный город ограничивается стеной Среднего города (1375 — 1400 гг.), проходившей от Мстиславской башни у берега реки Великой, по современной улице Пушкина (ранее улица Пушкинская, в древности — улица Садовая) и закруглялась к северо-востоку к побережью реки Псковы (примерно западнее улицы Красных партизан (ранее улица Казанская), напротив запсковской церкви Богоявления на Запсковье). На западе, вдоль реки Великой, стена была продолжена на юг (от Мстиславской башни) на более чем 1 км вплоть до Покровской башни. На юге и юго-востоке стена прошла вдоль улицы Стенной (ныне ул. Свердлова), от Покровской башни на западе до Гремячей башни на Запсковье с Верхними решётками («водобежными» воротами через реку Пскову по аналогии с Нижними решётками в устье у Крома).
Каменные стены Окольного города в основном сохранились (в разной степени руинированности), за исключением участков сквозного расширенного прохода современных улиц: на юге это ул. Калинина (ранее ул. Успенская у бывшей Свинузской башни), ул. Советская (ранее Великая, Великолуцкая, где были Великие ворота с Великой башней), Октябрьский проспект (ранее ул. Сергиевская, переходившая за пределами крепости в Кохановский бульвар), ул. Карла Маркса (ранее ул. Новгородская); также не сохранились участки стен на берегу Псковы, как не сохранилась здесь находившаяся Никольская башня с Верхними решётками. Вдоль Великой стена Окольного города сохранилась в большей степени, кроме участков прохода улиц Детской (ранее Спасская или Воскресенская) и Георгиевской (в советское время именовавшейся ул. Урицкого), где и находилась не сохранившаяся Георгиевская (Егорьевская) башня.

## История
Начало возведения 5-го кольца оборонительной линий Псковской крепости относится к 1465 году, сперва в дереве, затем в камне с постепенным появлениям системы башен вплоть до середины XVI века. С окончанием постройки крепостных сооружений нынешний центр города с продолжением на Запсковье оказался надёжно защищён от вражеских нашествий. Псков превратился в одну из самых мощных крепостей не только России, но и Европы в целом. Средняя толщина крепостных стен составляла 4 — 5 м, общая длина (включая продолжение крепости на Запсковье и сам Кром) превышала 9 км (в том числе более 3 км пятого пояса стен Окольного города), их обороноспособность усиливалась 39 боевыми башнями, в городе насчитывалось 48 въездных ворот.
Стены и башни Окольного города успешно выдержали множество осад и штурмов. Самые серьёзные из них — осада Пскова польскими войсками в 1581 — 1582 гг. (с основным театром действий у одной из мощнейших оборонительных конструкций средневековой Европы — системы укреплений Покровской башни с соседней Свинузской или Свинорской); штурм шведов 1615 года; блокада царскими войсками в 1650 году. По мнению специалистов, Окольный город стал непревзойденной системой средневековых русских укреплений.
30 августа 1960 года постановлением Совета министров РСФСР сооружения Окольного города были признаны памятником архитектуры республиканского значения и поставлены под государственную охрану.

## Башни

### Северная сторона
- Высокая (Воскресенская) башня — сохранилась, отреставрирована. Состояние хорошее.
- Варлаамовская наугольная башня — сохранилась, отреставрирована. Состояние хорошее.
- Варлаамовский захаб — сохранился в руинированном виде
- Быковская башня — не сохранилась
- Загряжский захаб — сохранился в сильно руинированном виде
- Волковская башня — сохранилась в руинированном виде
- Ильинская башня — не сохранилась
- Образская башня (Образский захаб) — не сохранился
- Глухая башня — сохранилась
- Башня Толокнянка — не сохранилась
- Гремячие ворота — не сохранились
- Гремячая (Козьмодемьянская) башня — сохранилась

### Южная сторона
- Никольская грановитая (у Верхних решёток) — не сохранилась — на берегу р. Псковы (напротив Гремячей башни на Запсковье.
- Михайловская башня с воротами (нач. XVI в.) — сохранилась — у побережья р. Псковы
- Петровская башня с воротами (сер. XVI в.) — сохранилась — у Новгородской улицы (ныне ул. Карла Маркса)
- Сергиевские ворота — не сохранились — на месте улицы Сергиевской (ныне Октябрьский проспект), переходившей за пределами Окольного города в Кохановский бульвар (ныне Октябрьский проспект)
- Соколья башня — не сохранилась
- Великая башня с Великими воротами (в камне в 1469 г.) — не сохранилась — на месте Великой (Великолукской) улицы (ныне ул. Советской)
- Свинузская (Свинорская) башня — не сохранилась — у Успенской улицы (ныне ул. Калинина)
- Покровская башня (конец XV — начало XVI вв.) — сохранилась
- Георгиевская (Егорьевская) башня — не сохранилась

### Фотогалерея

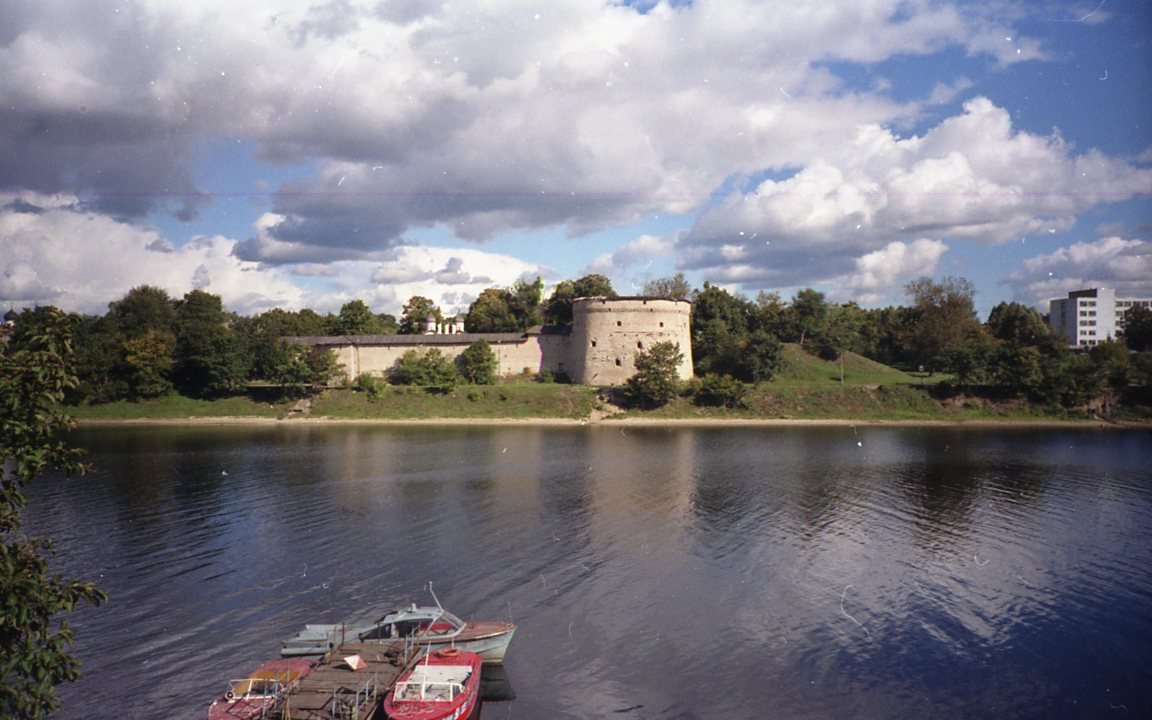
Покровская башня, 1997 г.
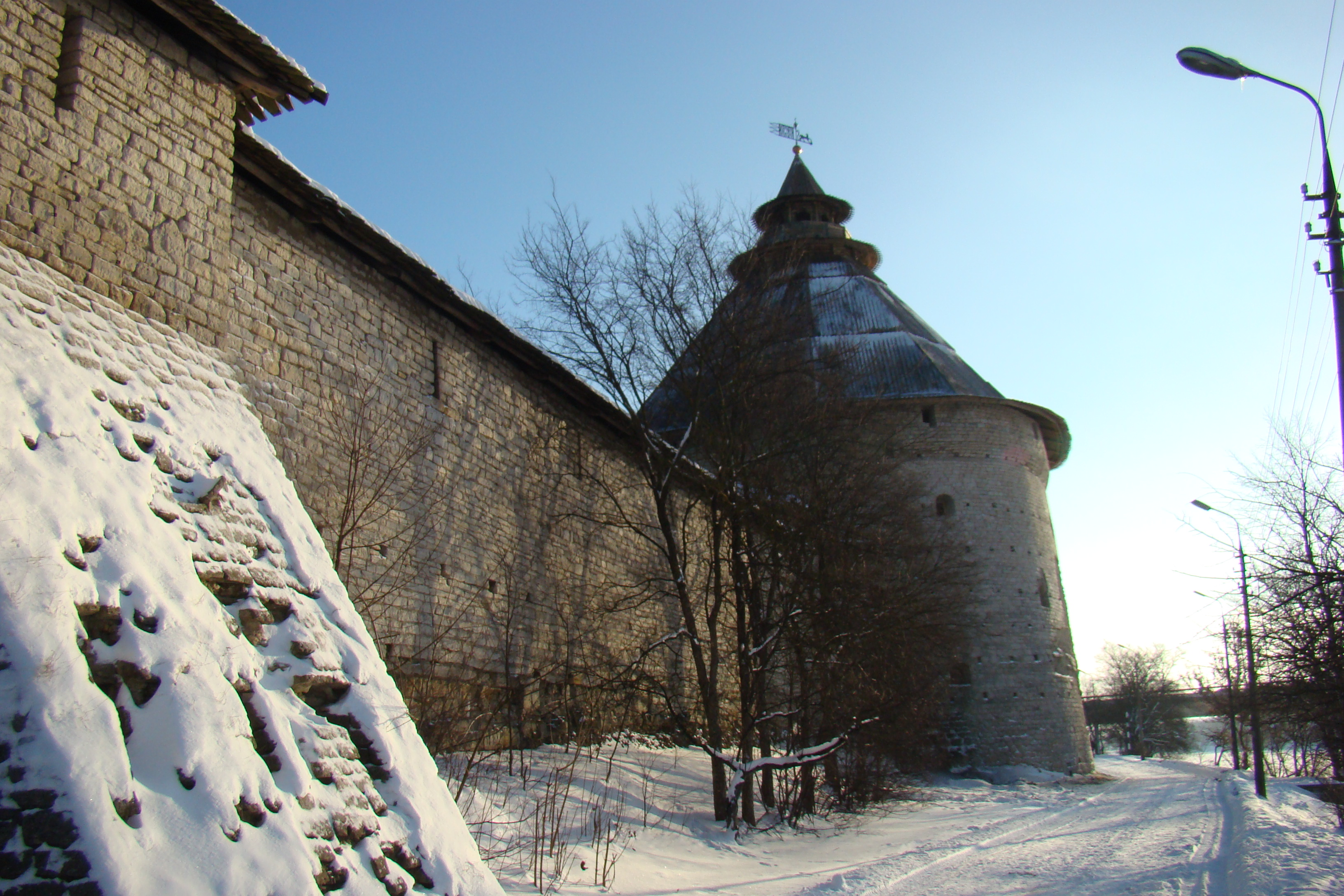
Покровская башня, 2010 г.
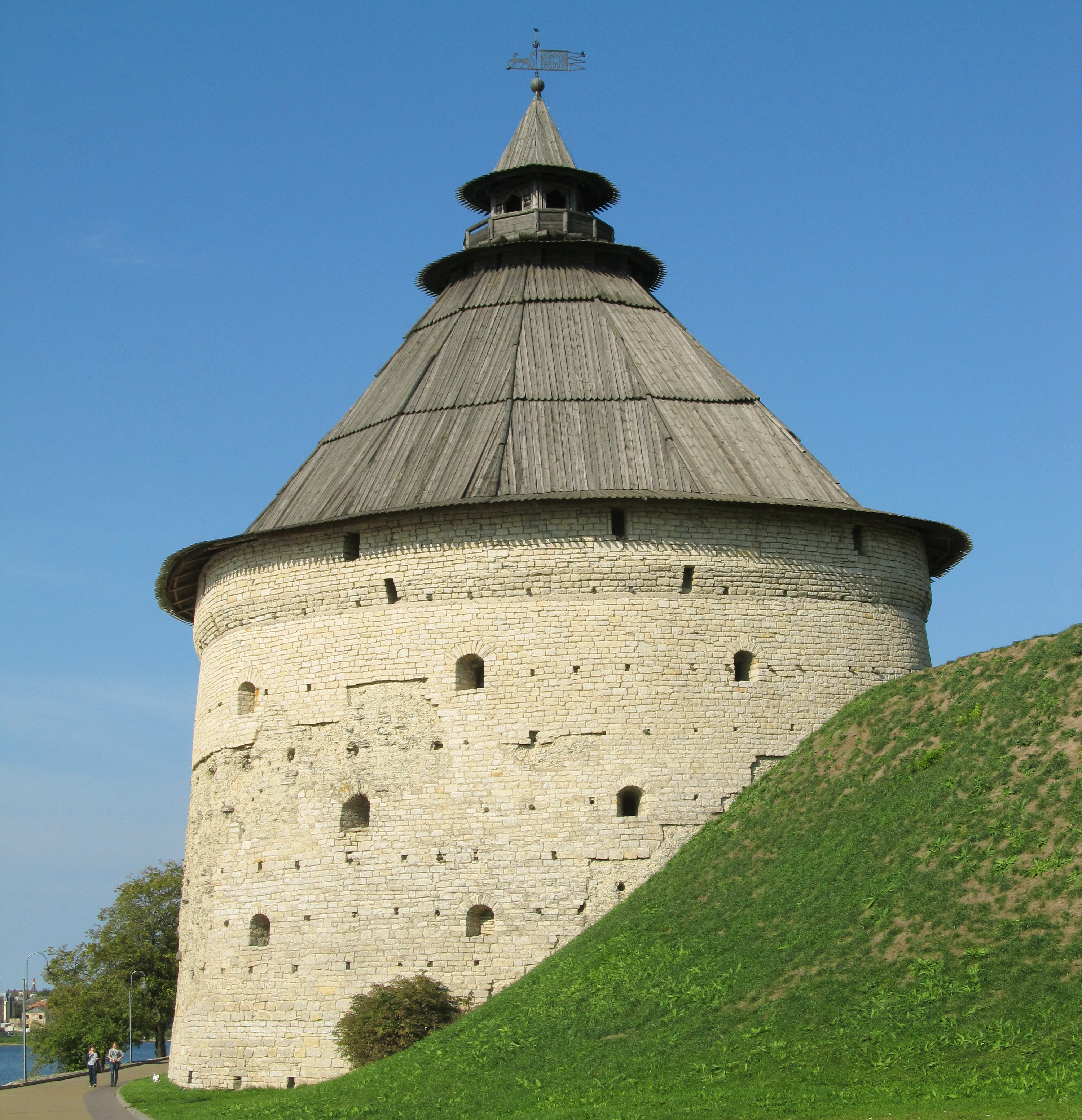
Покровская башня, 2018 г.
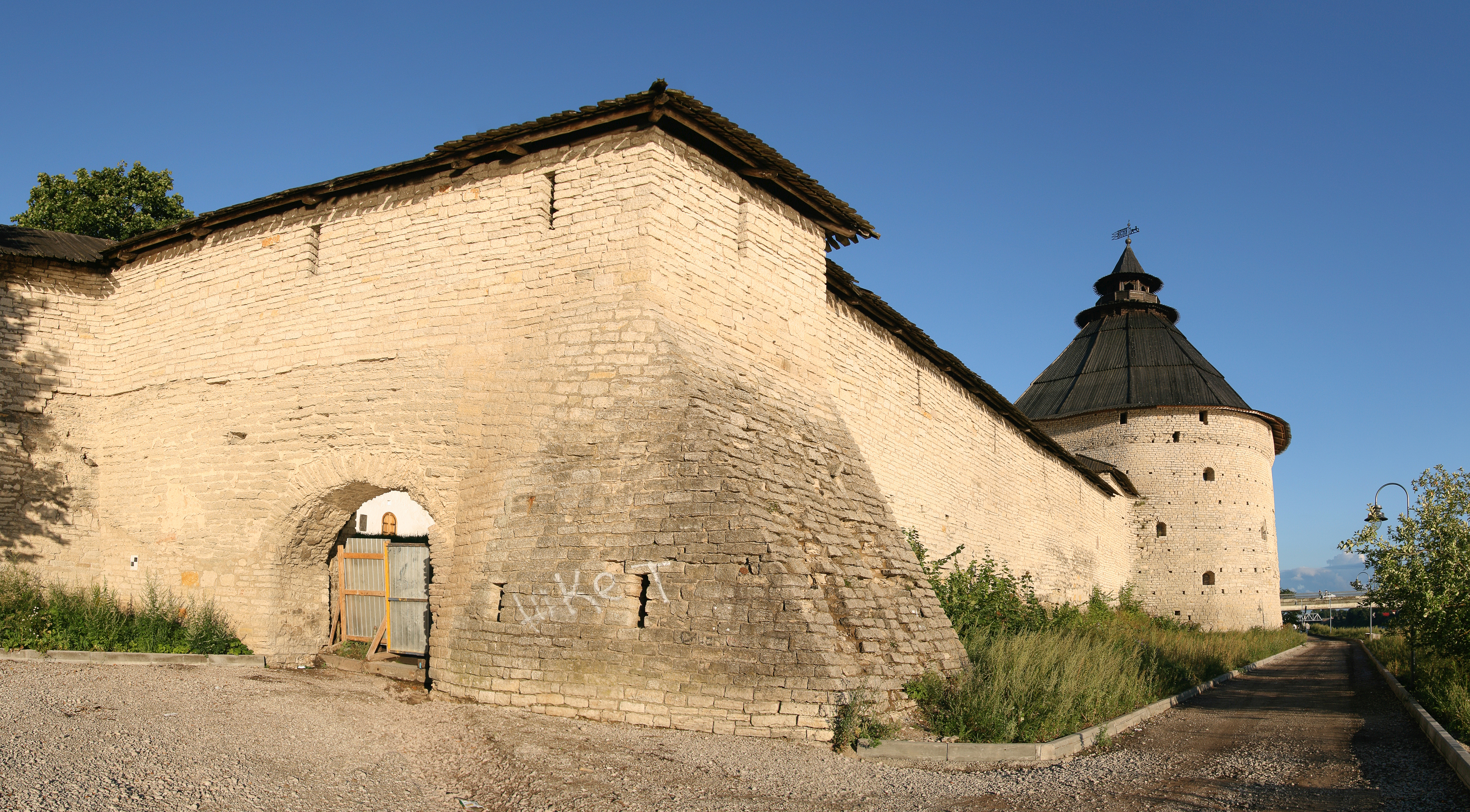
Покровская башня с воротами
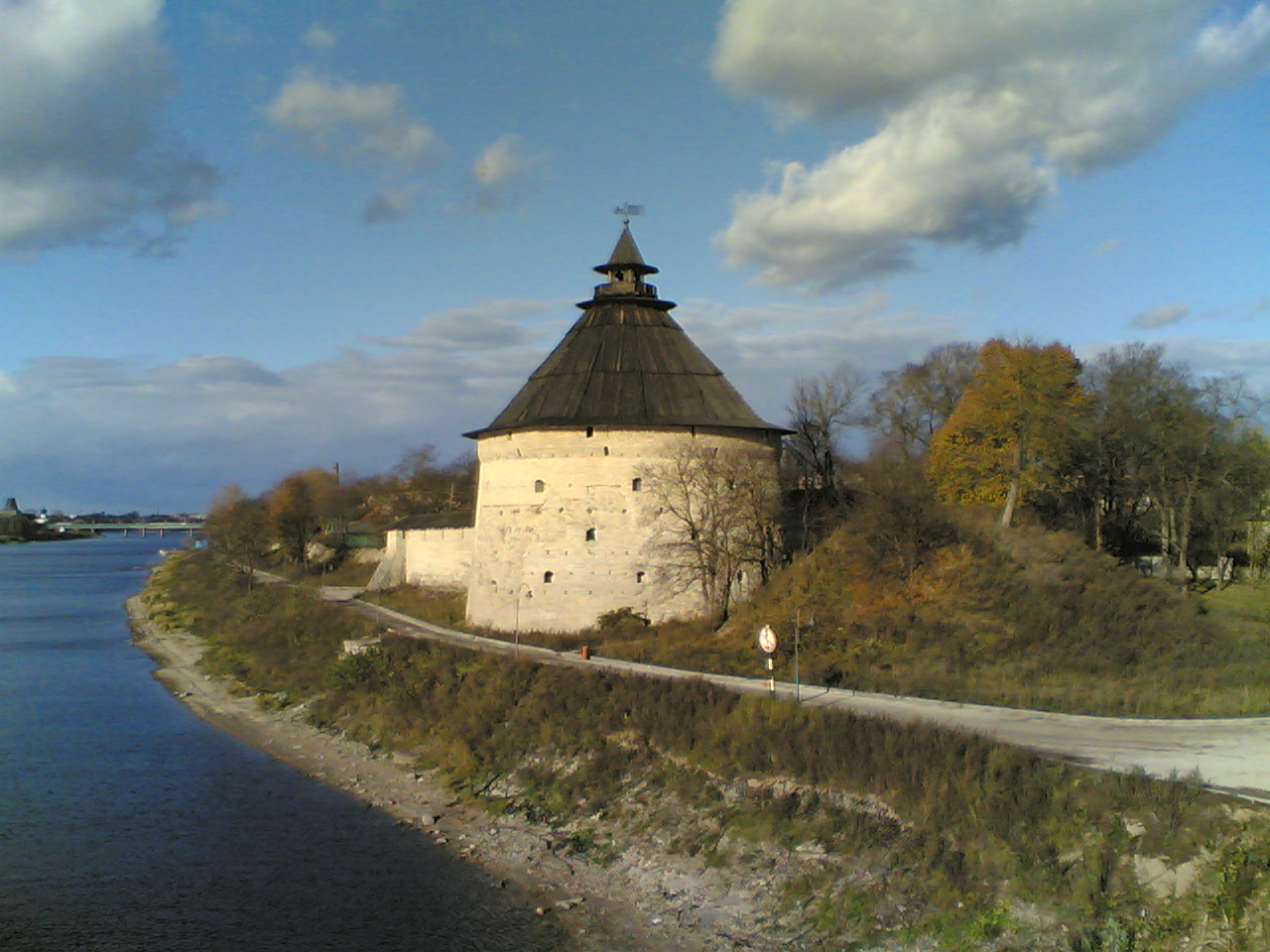
Покровская башня и холм - остатки Покровского бастиона 1701 года
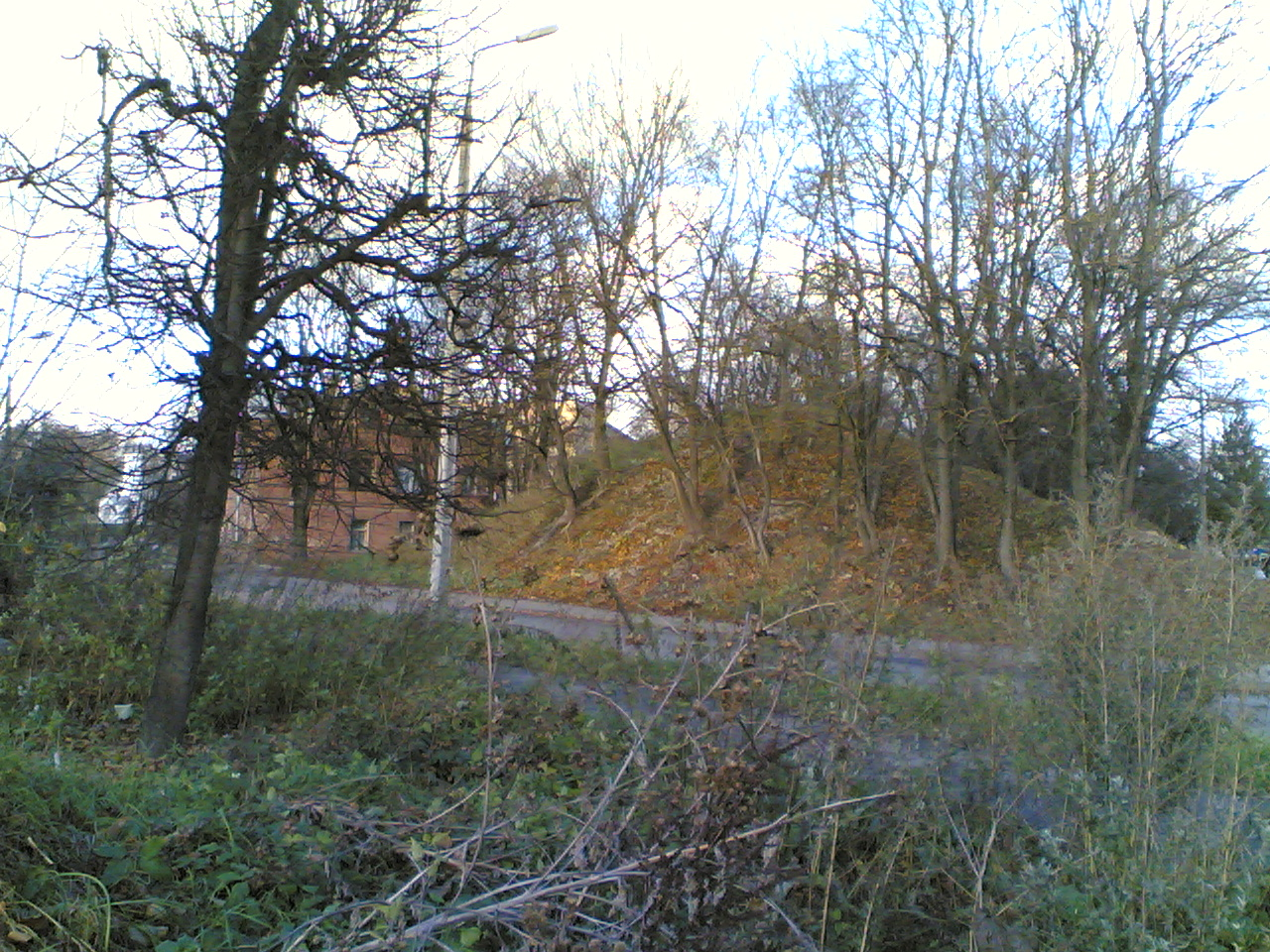
Холм - остатки Свинузской (Свинорской) башни
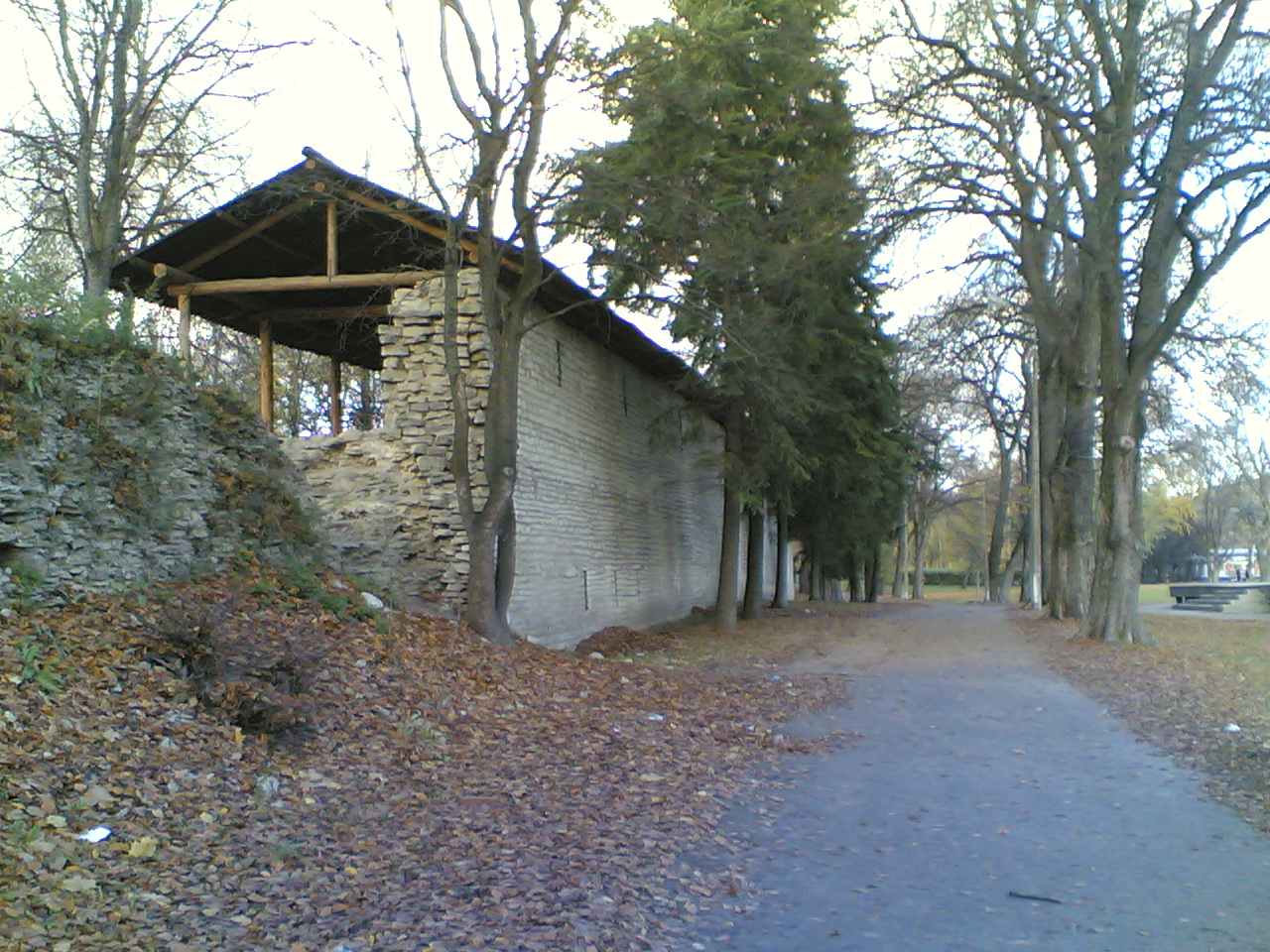
Стена у Октябрьского проспекта. Вид из Ботанического сада (ПКиО им. А.С. Пушкина)
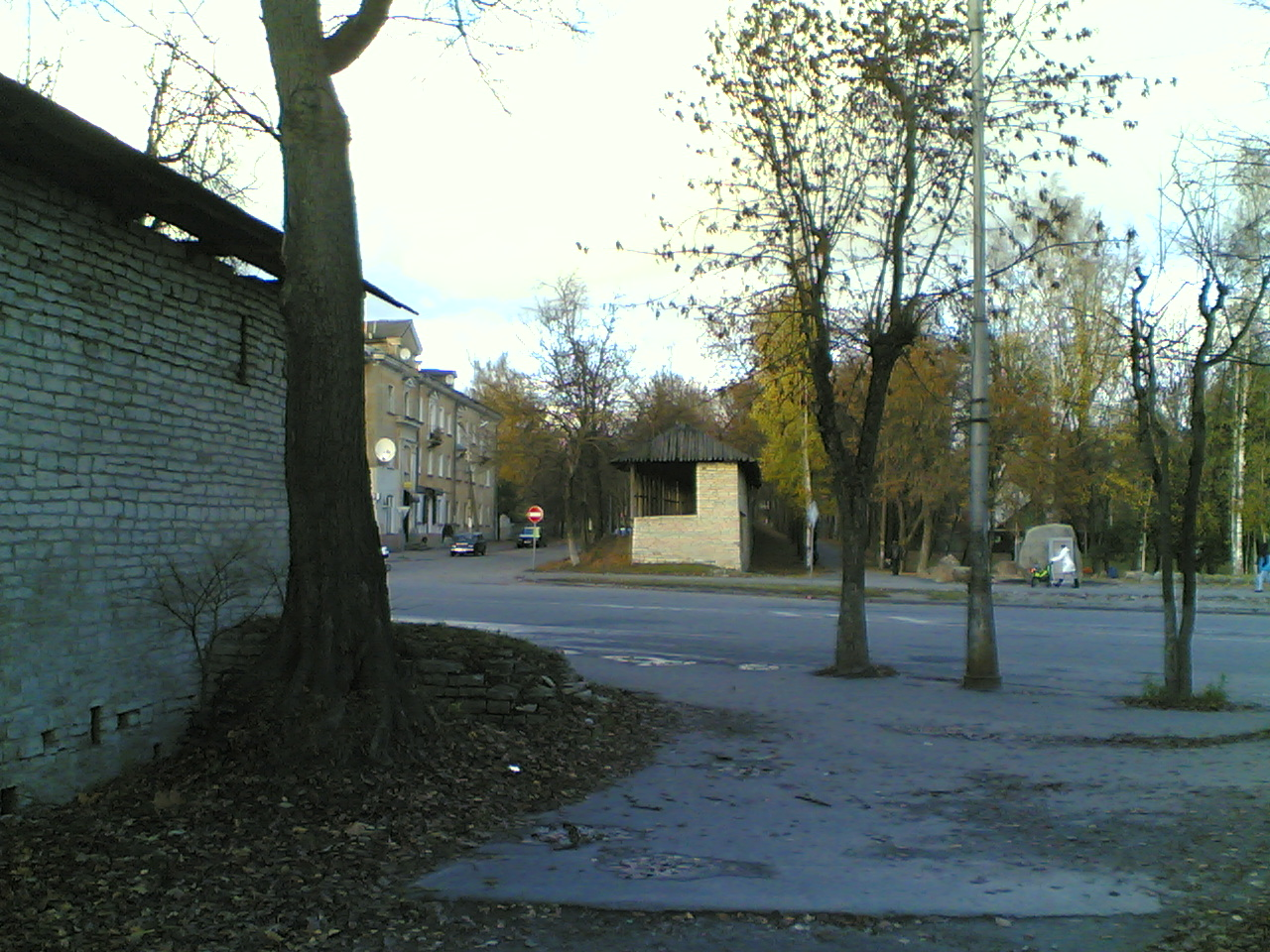
Место Сергиевских ворот. Вид из Ботанического сада (ПКиО им. А.С. Пушкина)
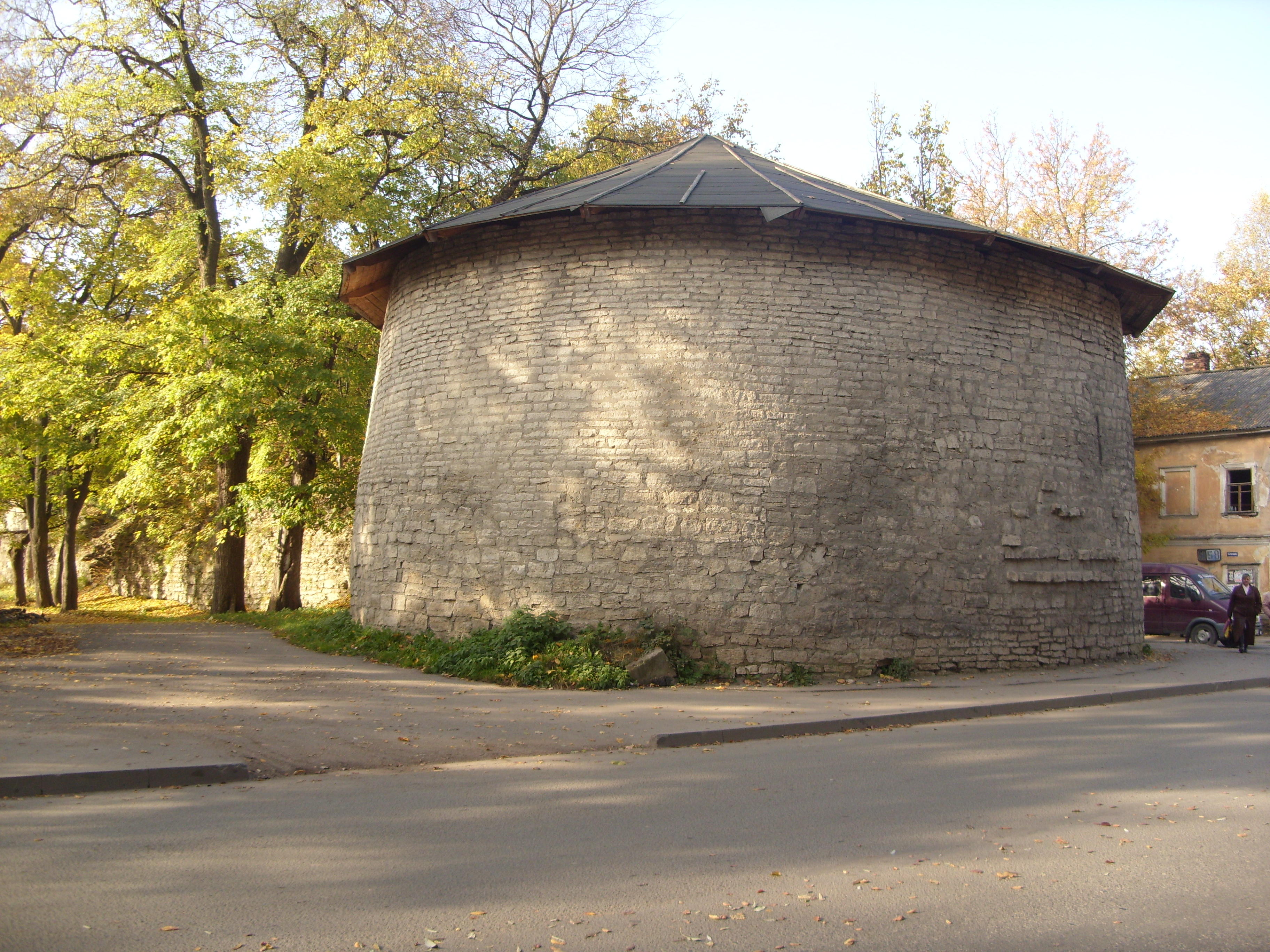
Петровская башня
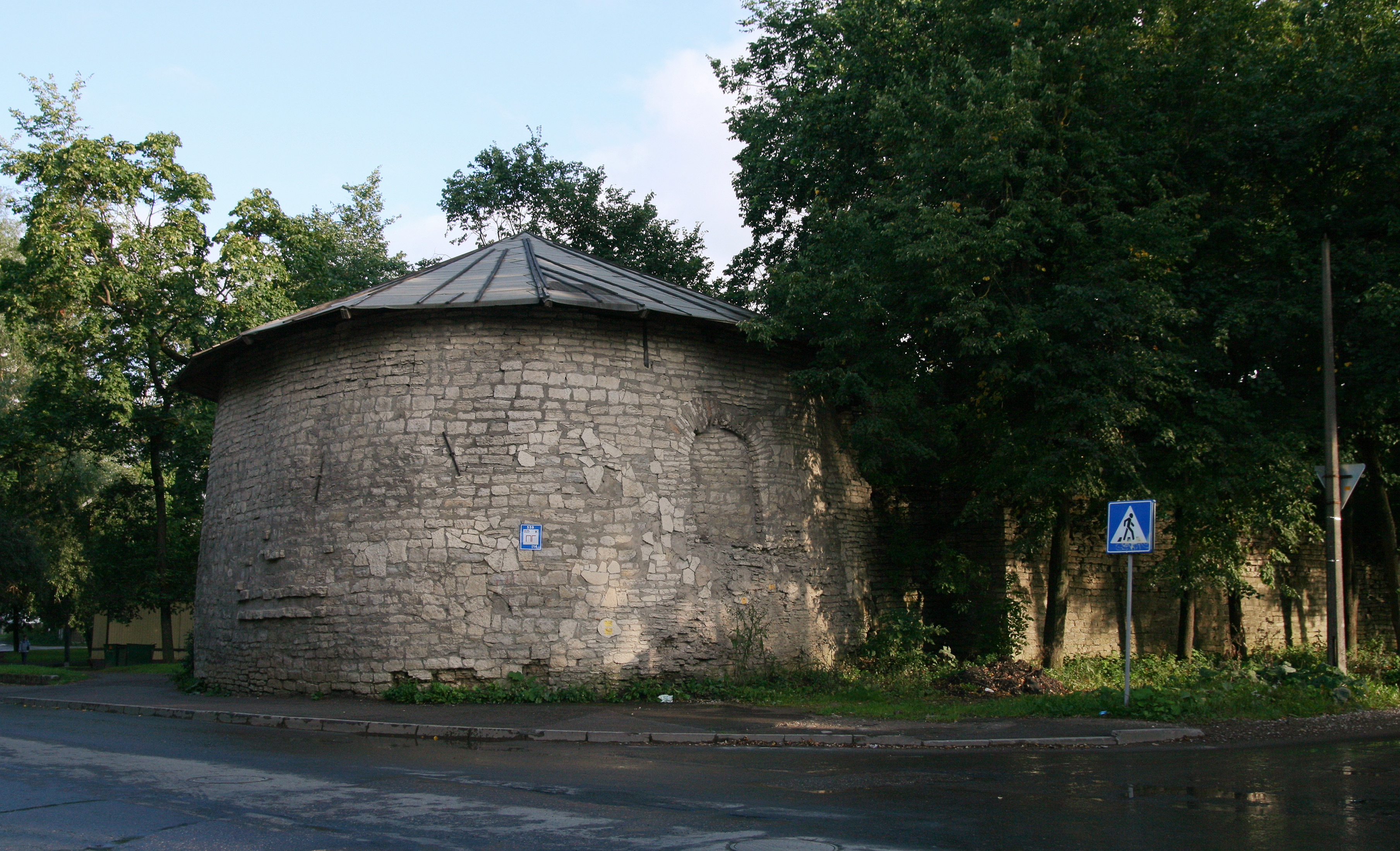
Петровская башня
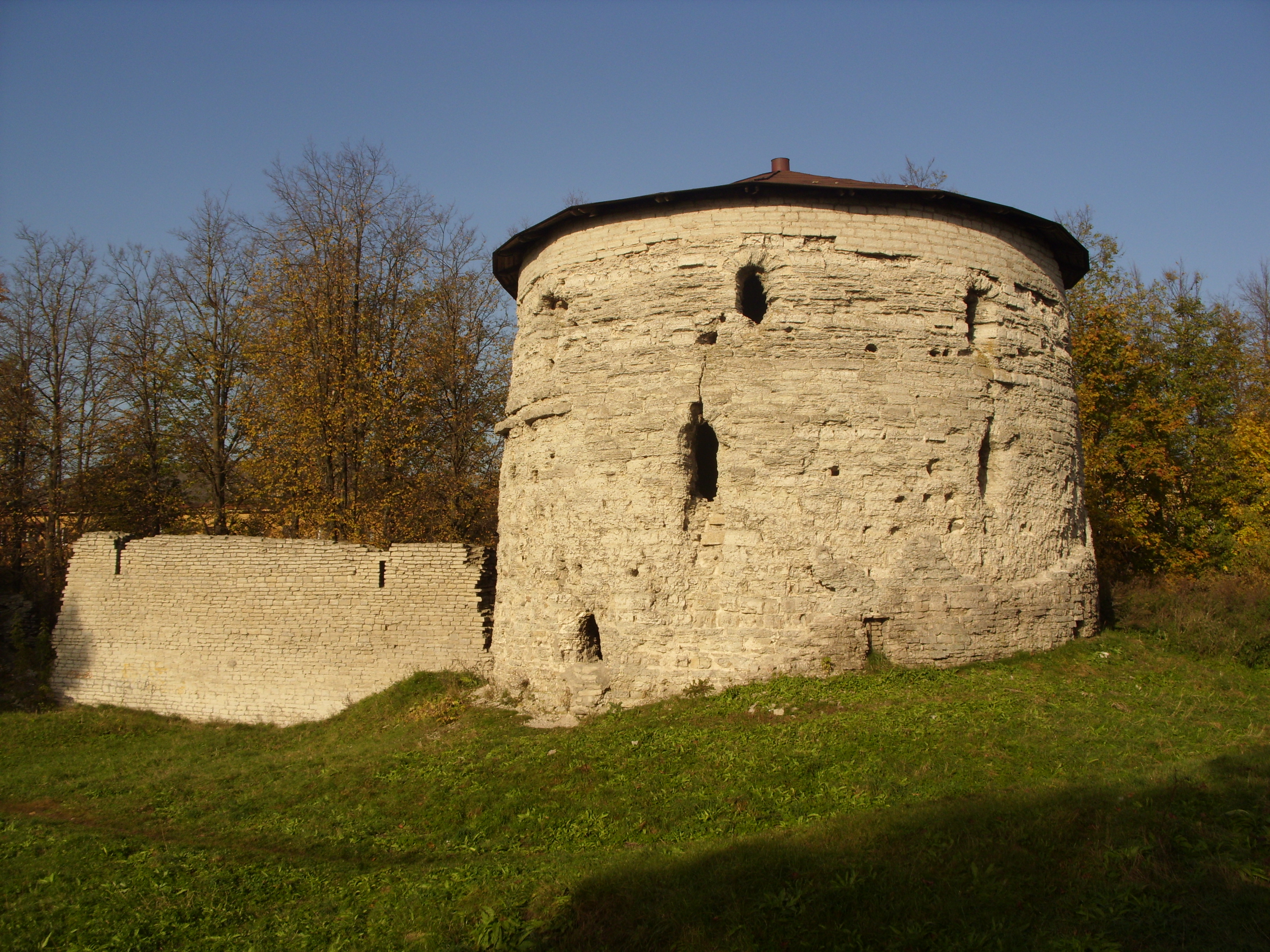
Михайловская башня
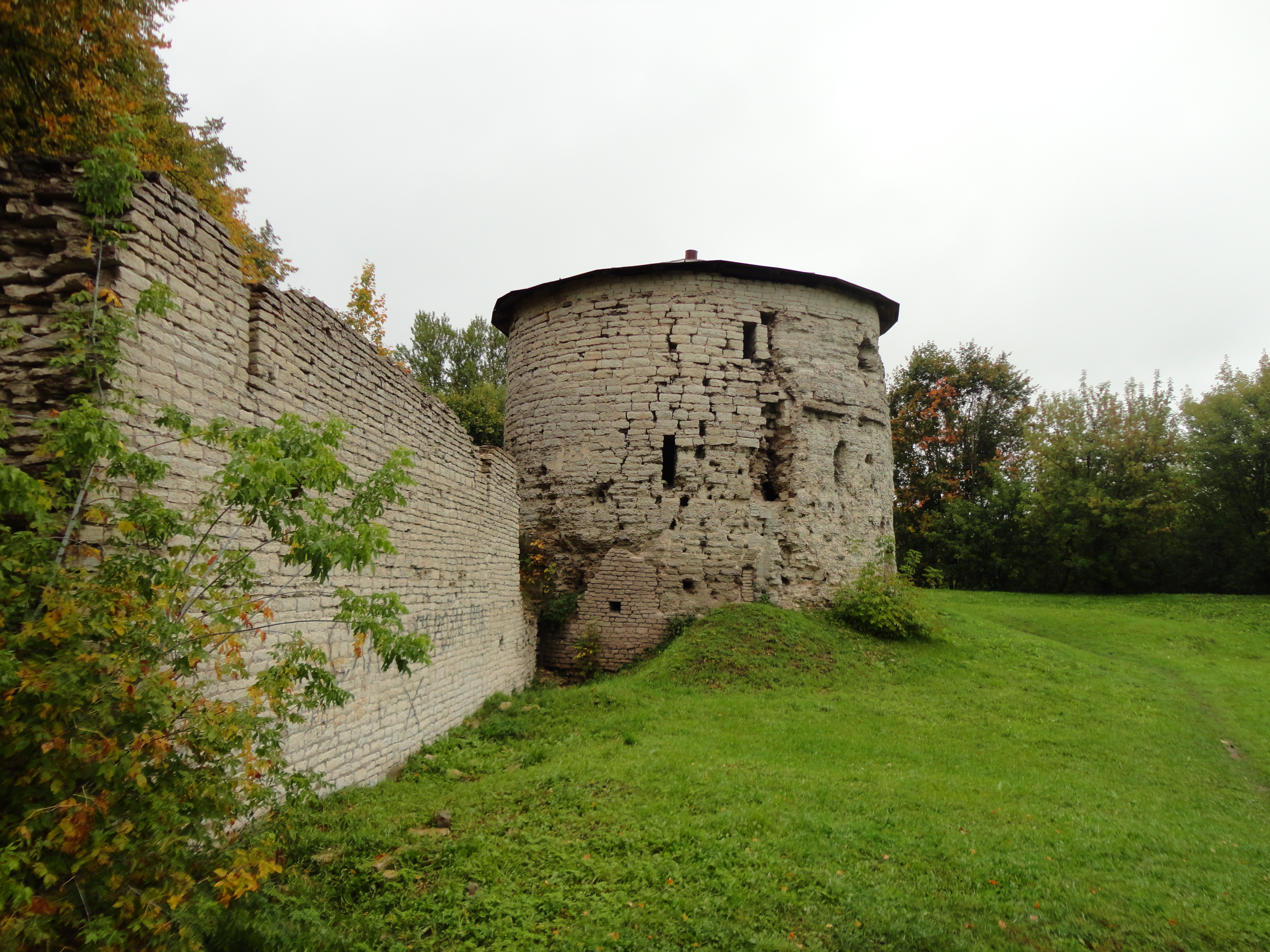
Михайловская башня

## Храмы
| #  | Наименование                                                 | Изображение | Дата строительства | Современный адрес                      | Координаты                      | Комментарий | Статус                                         |
| -- | ------------------------------------------------------------ | ----------- | ------------------ | -------------------------------------- | ------------------------------- | --- | ---------------------------------------------- |
| 1  | Покрова от Торга (Покрова Пресвятой Богородицы от Торгу)     |             |                    | ул. Карла Маркса (Новгородская), д. 36 | 57°49′05″ с. ш. 28°20′40″ в. д. | | действующая, храм Псковского духовного училища |
| 2  | Николы от Торга (Николы Явленного)                           |             |                    | ул. Некрасова (Губернаторская), д. 35. | 57°49′07″ с. ш. 28°20′41″ в. д. | | действующая                                    |
| 3  | Покрова и Рождества от Пролома (Покрова в углу)              |             |                    | ул. Свердлова (Стенная), д. 1          | 57°48′19″ с. ш. 28°20′03″ в. д. | У Покровской башни. Реставрация: 1963 год, арх. Смирнов В.П. | действующая                                    |
| 4  | Новое Вознесение                                             |             |                    | ул. Некрасова (Губернаторская), д. 20  | 57°48′49″ с. ш. 28°20′15″ в. д. | Храм упраздненного Нововознесенского монастыря. | Не действует                                   |
| 5  | Преполовения Пятидесятницы                                   |             |                    | Детская (Спасская) ул., д. 3           | 57°48′42″ с. ш. 28°19′58″ в. д. | Подворье Спасо-Елеазарова женского монастыря В августе 2009 года освящены и подняты на звонницу новые колокола. | действующая (с января 2007 года)               |
| 6  | Георгия со Взвоза                                            |             | 1494 год           | Георгиевская ул. (Урицкого), д. 1      | 57°48′35″ с. ш. 28°19′57″ в. д. | В апреле 2009 года стал приписным к храму Покрова и Рождества от Пролома. | Не действует                                   |
| 7  | Сергия с Залужья (Придел (южный) прп. Никандра)              |             |                    | Ул. Свердлова (Стенная), д. 42а        | 57°48′49″ с. ш. 28°20′35″ в. д. | Восстановительно-консервационные работы 1974-1978 гг. (по проекту арх. Н.С. Рахманиной). Реставрация 2015 г. | Действующая                                    |
| 8  | Успения с Полонища (Успения Пресвятой Богородицы с Полонища) |             | 1810—1811          | ул. Георгиевская (Урицкого), д. 3а     | 57°48′36″ с. ш. 28°20′04″ в. д. | | Действующая (с 1991 года)                      |
| 9  | Иоакима и Анны на Полонище                                   |             |                    | ул. Калинина (Успенская), д. 26        | 57°48′27″ с. ш. 28°20′09″ в. д. | | Действующая                                    |
| 10 | Старое Вознесение                                            |             |                    | Советская (Великолуцкая) ул., д. 64а   | 57°48′34″ с. ш. 28°20′18″ в. д. | Реставрация в 1960—1969 годах по проекту арх. В. А. Лебедевой | Действующая                                    |
| 11 | Рождества Богородицы (Старовознесенского монастыря )         |             | 1833               | Советская (Великолуцкая) ул., д. 64а   | 57°48′35″ с. ш. 28°20′19″ в. д. | Планетарий (открыт 11 марта 1974 г). Колокольня (сохранился нижний ярус). Реставрация 1968—1972 гг., арх. В. А. Лебедева. Старовознесенский монастырь — памятник истории и культуры федерального значения (Указ Президента РФ № 176 от 20 февраля 1995 г.). |                                                |
|    |                                                              |             |                    |                                        |                                 | |                                                |